# إيس هيرمان
إيس هيرمان (بالإنجليزية: Ace Herman)‏ هو منتج أفلام ومونتير أمريكي، ولد في 16 يناير 1913 في أوهايو في الولايات المتحدة، وتوفي في 22 ديسمبر 1971 في بربانك في الولايات المتحدة.

## وصلات خارجية
- إيس هيرمان على موقع IMDb (الإنجليزية)
- إيس هيرمان على موقع قاعدة بيانات الفيلم (الإنجليزية)